# Seleenhexafluoride
Seleenhexafluoride (SeF6) is een fluoride van seleen. De stof komt voor als een zeer toxisch kleurloos gas met een sterke geur, dat langzaam hydrolyseert in water. Het wordt meestal samengeperst tot een vloeistof, die ook zeer toxisch en corrosief is. Het gas sublimeert bij −46 °C.
De stof is qua structuur vergelijkbaar met zwavelhexafluoride. De lengte van de Se-F-binding bedraagt 168,8 pm.

## Synthese
Seleenhexafluoride kan bereid worden door een reactie van moleculair fluor en seleen:
{\displaystyle \mathrm {3\ F_{2}+Se\ \longrightarrow SeF_{6}} }

## Toepassingen
Seleenhexafluoride wordt gebruikt om andere seleenhoudende verbindingen te maken en als gasvormige isolator.

## Toxicologie en veiligheid
De stof ontleedt bij verhitting, met vorming van giftige en corrosieve dampen, onder andere waterstoffluoride en seleen.
De stof is corrosief voor de ogen, de huid en de luchtwegen. Inademing van kan longoedeem veroorzaken. Snelle verdamping van de vloeistof kan bevriezing veroorzaken.